# Black Swarm – Dark Force
Black Swarm – Dark Force – specjalne wydanie siedemnastego (dziewiętnastego – USA) albumu grupy Depeche Mode wydanego w 2005 (zob. 2005 w muzyce).
Black Swarm – Dark Force – promo (w formacie CD-R) albumu Playing the Angel wydane pod innym tytułem i inną nazwą zespołu. W celu zapobieżenia próbom sporządzania kopii pirackich albumu zarówno na okładce jak i na samej płycie wydrukowany został indywidualny numer i nazwisko osoby, do której wydawnictwo zostało wysłane

## Lista utworów
1. A Pain That I'm Used To – 4:11
2. John the Revelator – 3:42
3. Suffer Well – 3:50
4. The Sinner in Me – 4:55
5. Precious – 4:10
6. Macrovision – 4:02
7. I Want It All – 6:10
8. Nothing's Impossible – 4:21
9. Introspectre – 1:42
10. Damaged People – 3:28
11. Lillian – 4:46
12. The Darkest Star – 6:55

## Twórcy albumu
- Andrew Fletcher
- David Gahan
- Martin Gore

- Produkcja:
- Nagrywano w
- Inżynierowie:
- Autor okładki:
- Wydawca:
- Dystrybucja:
- Etykieta: STUMM